# Oğlu
Pour les articles homonymes, voir Oglu.
Cet article possède des paronymes, voir Ogbu et Oglou.
Oğlu (prononcé oˈ‿lu) est un mot turc signifiant « fils de », accusatif de oğul (prononcé oˈ‿ul) qui signifie « fils ». Oğlu a d’abord été utilisé, jusqu’au XIXe siècle, comme mot indépendant à valeur de filiation dans les noms de personnes, comme dans Ali Rıza oğlu Mustafa (Mustafa, fils d'Ali Riza), nom de naissance de Mustafa Kemal Atatürk, fondateur de la Turquie moderne en 1923. En plus de son premier emploi, -oğlu est depuis utilisé comme suffixe dans de très nombreux patronymes turcs, également avec le sens de « fils de », comme dans Yunusoğlu, « fils de Yunus », ainsi que dans de nombreux toponymes turcs.

## Variantes de Oğlu

### Variante féminine-bint
L'équivalent féminin du suffixe -oğlu, dans les noms turcs anciens, est -bint, mot emprunté de l’arabe qui signifie « fille de », féminin de bin (ou ben). Exemple : Esma bint Ebu Bekir (tr) (Asmaa bint Abu Bakr en arabe), Esma fille de Ebu Bekir (Abu Bakr en arabe).

### Variante plurielle-oğulları
Il existe divers patronymes turcs basés sur le suffixe -oğulları, pluriel du suffixe -oğul, qui signifie « [les] fils de », comme par exemple :
- Akbaşoğulları, qui signifie « les fils d'Akbaş ». Akbaş est un toponyme turc et une race de chien de berger d'Anatolie, orthographiée Akbash en français. Le patronyme turc Akbaşoğulları est notamment porté par Sezin Akbaşoğulları (tr) (1981-), actrice turque.
- Sâhipataoğulları, qui signifie « les fils de Sahip Ata », nom d’une dynastie de beys turkmènes d’Anatolie fondée par Sahip Ata, l’un des derniers vizirs seldjoukides du sultanat de Roum pendant la période des beylicats au XIIe siècle,
- Ramazanoğulları, qui signifie « les fils de Ramazan », dynastie turkmène d'Anatolie.

### Variante européenne-oglu
Le suffixe -oglu est une variante orthographique occidentale fautive[non neutre] de la graphie turque oğlu originale, par nécessité de simplification dans les pays européens qui ne possèdent pas le ğ accentué[Quoi ?] dans leur alphabet. Par exemple, le patronyme turc Akıncıoğlu peut être orthographié Akincioglu en Occident (la Grèce ne fait pas partie de l'Occident, on y utilise un autre alphabet), par simplification du ğ et du ı sans accent.

### Variante azéri-oğul
Le mot turc oğul et le suffixe -oğlu sont également présents dans les langues turques comme l'azéri.

### Variante grecque-oglou
De même, en grec, -Oglou est un suffixe à valeur de filiation dans les patronymes grecs, issu de -oğlu en turc, ou un suffixe se référant à des éléments divers (métiers, animaux, matières, objets, couleurs), comme par exemple dans les noms de familles grecs suivants :
- Amoutzóglou (Αμουτζόγλου)
- Arápoglou (Αράπογλου)
- Aslánoglou (Ασλάνογλου) Aslán oglou), « fils du lion »
- Ekmektsóglou (Εκμεκτσόγλου, Ekmekts óglou), « fils du boulanger »
- Giásoglou (Γιάσογλου)
- Karademiroglou (Καραδεμιρογλου), « fils du fer noir »
- Kilpozoglou (Κιλποζογλου, Kilpoz oglou), « fils du fonctionnaire »[2]
- Kouratzóglou (Κουρατζόγλου)
- Pampoutzoglou (Παμπουτζογλου)
- Papázoglou (Παπάζογλου, Papás oglou), « fils du prêtre »[3]
- Pesmazóglou (Πεσμαζόγλου (el))
- Zournatzoglou (Ζουρνατζόγλου, Zournatz oglou), « fils du joueur de zourna », un instrument à vent folklorique des pays méditerrannéns[2].

Cet emprunt linguistique au turc (-oglou) s'explique par la domination ottomane sur la Grèce (Grèce ottomane de 1453 à 1821, date de la guerre d’indépendance grecque), qui a laissé son empreinte dans la langue et la culture grecque.

## Suffixe-oğluà valeur de filiation
Une partie des noms de famille turcs se terminant en -oğlu et -oglu sont construits à partir du prénom du père complété par le suffixe -oğlu qui signifie « fils de », comme par exemple Yunusoğlu, « fils de Yunus », ou Azizoğlu, « fils d'Aziz ». Cette construction est à l'instar des noms à suffixe patronymique (ou des noms à préfixe patronymique) de nombreux autres pays :
| Suffixe      | Pays                        | Exemple                                                           | Sens                                                                                                   |             | Suffixe          | Pays                        | Exemple                                                   | Sens |
| -son         | pays anglophones            | Richardson                                                        | fils de Richard                                                                                        | -az -ez -iz | pays hispaniques | Díaz Fernández Sánchez Ruiz | fils de Diego fils de Fernando Fils de Sancho fils de Ruy |      |
| -sen         | pays scandinaves            | Andersen                                                          | fils d'Ander (André)                                                                                   | -es         | pays lusophones  | Fernandes Nunes             | fils de Fernando Fils de Nuno                             |      |
| -ssen -s     | Hollande                    | Anderssen Philips                                                 | fils d'Ander fils de Philip                                                                            | -dottir     | Islande          | Jónssdottir                 | fille de Jón (Jean)                                       |      |
| -poulos,     | Grèce                       | Angelopoulos Papadopoulos                                         | fils d’Angelo fils de Papado                                                                           | -vitch      | Russie           | Alexandrovitch              | fils d'Alexandre                                          |      |
| -idis -ides  | Grèce                       | - Avramidis (el) (Αβραμίδης) - Podalidis (Ποδαλίδης) et Podalydès | - fils d’Avraam (γιος του Αβραάμ, fils d’Abraham) - nom de deux acteurs français d’origine grecque     | -escu       | Roumanie         | Ionescu                     | fils de Ion (Jean)                                        |      |
| -aki         | Grèce                       | Mitsotaki                                                         | le petit (le fils) de Mitso                                                                            | -ski -wicz  | Pologne          | Pietrowski Adamowicz        | fils de Pierre fils d'Adam                                |      |
| -dze -chvili | Géorgie                     | Japaridze Zourabichvili                                           | fils de Jafar fils de Zourab                                                                           | -ian        | Arménie          | Petrossian                  | fils de Petro (Pierre)                                    |      |
| -oğlu        | Turquie                     | Yunusoğlu                                                         | fils de Yunus                                                                                          | -oglou      | Grèce            | Ekmektsóglou                | fils du boulanger                                         |      |
| Préfixe      | Pays                        | Exemple                                                           | Sens                                                                                                   |             |                  |                             |                                                           |      |
| Ben ou Ibn   | Pays arabes                 | Benali ou Ben Ali ou Ibn Yunus                                    | fils d'Ali fils de Yunus                                                                               |             |                  |                             |                                                           |      |
| Fitz-        | Grande- Bretagne            | Fitzgerald                                                        | fils de Gerald                                                                                         |             |                  |                             |                                                           |      |
| Mac          | Écosse                      | Mac Donald                                                        | fils de Donald                                                                                         |             |                  |                             |                                                           |      |
| O'           | Irlande                     | O'Connor                                                          | fils de Connor                                                                                         |             |                  |                             |                                                           |      |
| Ab-          | Bretagne (région française) | Abgrall Abjean Abyann                                             | fils de Grall fils de Jean fils de Yann                                                                |             |                  |                             |                                                           |      |
| De- A- Ala-  | France                      | Dejean Alaurent Alaphilippe Aladenise                             | fils de Jean fils "à" Laurent fils "à la" femme de Philippe (matronyme) fils "à la" Denise (matronyme) |             |                  |                             |                                                           |      |

Dans certains patronymes turcs, le suffixe de filiation est associé à un double prénom, comme dans :
- Osmanpaşaoğlu composé des prénoms Osman et Paşa (par ailleurs titre de dignitaire) et du suffıxe oğlu (« fils d’Osman Paşa »).

## Suffixe-oğluavec d'autres sens
Dans certains noms de famille turcs, -oğlu s'ajoute à divers éléments, autres que des prénoms, comme par exemple :
| Élément                                                 | Patronyme       | Sens                                                                                 |
| un titre de dignitaire ou de personnalité de rang élevé | Ağaoğlu         | « fils de Ağa » (chef, seigneur, châtelain)                                          |
| un titre de dignitaire ou de personnalité de rang élevé | Ayanoğlu        | « fils d'Ayan » (officier supérieur)                                                 |
| un titre de dignitaire ou de personnalité de rang élevé | Başoğlu         | « fils de la tête » (celui qui est à la tête, le chef)                               |
| un titre de dignitaire ou de personnalité de rang élevé | Beyoğlu         | « fils du Bey » (dignitaire de l'Empire ottoman, vassal du sultan de Constantinople) |
| un titre de dignitaire ou de personnalité de rang élevé | Sultanoğlu      | « fils du sultan » (monarque musulman)                                               |
| un titre de dignitaire ou de personnalité de rang élevé | Veziroğlu       | « fils du vizir » (conseiller des dirigeants musulmans)                              |
| un nom de peuple                                        | Afşaroğlu       | « fils de l’Afşar » (peuple afchar)                                                  |
| un nom de peuple                                        | Bahtiyaroğlu    | « fils du Bakhtiari » (peuple nomade iranien)                                        |
| un nom de peuple                                        | Kürtoğlu        | « fils du Kurde » (peuple kurde)                                                     |
| un nom de peuple                                        | Türkoğlu        | « fils du Turc »                                                                     |
| un élément géographique                                 | Karadenizoğlu   | « fils de la Mer Noire »                                                             |
| un gentilé                                              | Bağdatlıoğlu    | « fils du bagdadien »                                                                |
| un nom commun                                           | Babaoğlu        | « fils de papa »                                                                     |
| un nom commun                                           | Bayramoğlu      | « fils de la fête »                                                                  |
| un nom commun                                           | Baloğlu         | « fils du miel »                                                                     |
| un animal                                               | Arıoğlu         | « fils de l’abeille »                                                                |
| un animal                                               | Arslanoğlu      | « fils du lion »                                                                     |
| un animal                                               | Kurtoğlu        | « fils du loup »                                                                     |
| un animal                                               | Doğanoğlu       | « fils du faucon »                                                                   |
| un matériau                                             | Altınoğlu       | « fils de l'or »                                                                     |
| un matériau                                             | Bekıroğlu       | « fils du cuivre »                                                                   |
| un matériau                                             | Çelikoğlu       | « fils de l’acier »                                                                  |
| un matériau                                             | Demiroğlu       | « fils du fer »                                                                      |
| un matériau                                             | Gümüşoğlu       | « fils de l'argent »                                                                 |
| un matériau                                             | Özdemiroğlu     | « fils du fer pur »                                                                  |
| un élément naturel                                      | Denizoğlu       | « fils de la mer »                                                                   |
| un élément naturel                                      | Çiçekoğlu       | « fils de la fleur »                                                                 |
| un mot comportant une couleur                           | Karademiroğlu   | « fils du fer noir » (kara=noir)                                                     |
| un mot comportant une couleur                           | Karadenizoğlu   | « fils de la Mer Noire »                                                             |
| un mot comportant une couleur                           | Karamahmutoğlu  | « fils de Mahmut noir »                                                              |
| un mot comportant une couleur                           | Kızıloğlu       | « fils du rouge »                                                                    |
| un nom de métier                                        | Arıcıoğlu       | « fils de l'apiculteur » (de arı = « abeille »)                                      |
| un nom de métier                                        | Akıncıoğlu      | « fils de l'assaillant » (guerrier)                                                  |
| un nom de métier                                        | Balcıoğlu       | « fils de l'apiculteur » (de bal, « miel »)                                          |
| un nom de métier                                        | Baltaoğlu       | « fils du guerrier » (de balta, « hache » : fils de celui qui utilise la hache)      |
| un nom de métier                                        | Bayraktaroğlu   | « fils du porte-drapeau »                                                            |
| un nom de métier                                        | Berberoğlu      | « fils du barbier »                                                                  |
| un nom de métier                                        | Çapanoğlu       | « fils du messager »                                                                 |
| un nom de métier                                        | Çiftçioğlu      | « fils du fermier »                                                                  |
| un nom de métier                                        | Ekincioğlu      | « fils de laboureur »                                                                |
| un nom de métier                                        | Ekmekçioğlu     | « fils du boulanger »                                                                |
| un nom de métier                                        | Eroğlu          | « fils du soldat »                                                                   |
| un nom de métier                                        | Fırıncıoğlu     | « fils du boulanger »                                                                |
| un nom de métier                                        | Gümrükçüoğlu    | « fils du douanier »                                                                 |
| un nom de métier                                        | Papuççuoğlu     | « fils du cordonnier »                                                               |
| un nom de métier                                        | Saraçoğlu       | « fils du bourrelier »                                                               |
| un nom de métier                                        | Yoğurtçuoğlu    | « fils du fabricant ou du vendeur de yaourt »                                        |
| un prénom avec qualificatif                             | Büyüktunalıoğlu | « fils du grand Tunalı »                                                             |
| un prénom avec qualificatif                             | Karahasanoğlu   | « fils de Hasan noir »                                                               |
| un prénom avec qualificatif                             | Karamahmutoğlu  | « fils de Mahmut noir »                                                              |
| une caractéristique humaine                             | Köroğlu         | « fils de l'aveugle »                                                                |
| une caractéristique humaine                             | Uzunoğlu        | « fils du grand »                                                                    |
| une référence à la religion                             | Arafatoğlu      | « fils d'Arafat » (référence au Mont Arafat)                                         |
| une référence à la religion                             | Imamoğlu        | « fils de l'imam »                                                                   |

## Liste de patronymes turcs en-oğlu
-oğlu (et -oglu en graphie européanisée et simplifiée) sont des suffixes de très nombreux noms de famille turcs dont voici une liste non exhaustive. Pour chaque nom de famille, une étude étymologique et des exemples sont donnés :

### A
| Patronyme   | Sens                                                        | Remarques | Personnalités/Toponyme |
| ----------- | ----------------------------------------------------------- | --- | --- |
| Abalıoğlu   | - fils d'Abalı - fils du pauvre                             | - Abalı est un mot turc qui signifie « celui qui est habillé d'un habit grossier », « pauvre, misérable » ou « souffre-douleur », composé de aba qui signifie « habit grossier », et du suffixe -lı qui désigne une personne (« celui qui [porte] », comme -eur, -er, -ien ou -iste en français). - Abalı est un nom de famille turc. - Abalı est un toponyme turc. - Abalıoğlu est un patronyme turc. | - Ali Abalı (tr) (1930-2018) sportif et journaliste turc. - Yunus Nadi Abalıoğlu, journaliste et homme politique turc. |
| Abbasoğlu   | fils d'Abbas                                                | - Abbas est un prénom turc et arabe qui signifie « austère, sourcilleux » ou « lion ». - Abbas est un nom de famille turc et arabe. - Abbasoğlu est un patronyme turc. | - Abbas Sayar (tr) (1923-1999), romancier et poète turc. - Mahmoud Abbas (1935-), président de État de Palestine. - Behiç Sadi Abbasoğlu (tr) (1925-2009), homme politique turc. |
| Acaroğlu    | fils d'Acar                                                 | - Acar est un nom de famille turc qui signifie « audacieux », « sans peur », « robuste », « fort », « puissant ». - Acar est un toponyme turc. - Acaroğlu est un patronyme turc. | - Numan Acar (1974-), acteur, producteur, scénariste et réalisateur germano-turc. - Mehmet Türker Acaroğlu (tr) (1915-2016), écrivain turc. |
| Afşaroğlu   | - fils de l'Afchar - fils d'Afşhar                          | - Les Afchars sont un des peuples turcs les plus répandus en Iran. - Afşhar est un prénom masculin turc. - Afşhar est un patronyme turc. - Afşhar est un toponyme turc. - Afşaroğlu est un patronyme turc. | - Afşar Timuçin (tr), (1939-), philosophe, poète et écrivain turc azerbaïdjanais. - Esin Afşar (tr) (1936-2011), chanteuse, écrivaine et actrice turque. - Afşar (tr), village du district de Taşköprü de la province de Kastamonu en Turquie. - Mustapha Afşaroğlu (1994-), footballeur turc. |
| Ağaoğlu     | fils du chef                                                | - Ağa ou Agha est un titre de dignitaire turc. - Ağa est un prénom azerbaïdjanais (langue turque). - Ağa est un patronyme turc. - Ağaoğlu est un patronyme turc. | - Aleksan Ağa (tr) (1815-1864), musicien ottoman. - Adalet Ağaoğlu (1929), femme de lettres turque. |
| Akgüloğlu   | - fils d'Akgül - fils de la rose blanche.                   | - akgül est un substantif turc composé de ak qui signifie « blanc » et gül qui signifie « rose » (Gül est également un prénom féminin turc). Akgül signifie donc « rose blanche ». - Akgül est un nom de famille turc. - Akgüloğlu est un patronyme turc. | - Gülbahar Akgül (1987-), joueuse de volley-ball turque. |
| Akıncıoğlu  | - fils d'Akıncı - fils de l'assaillant                      | akın est un mot turc qui signifie « raid, razzia ». - Akın est un prénom turc - Akın est un nom de famille turc - Akın est un toponyme turc - akıncı est un mot turc, littéralement « faiseur de raid, assaillant », unité militaire de l'Empire ottoman (voir Akindji). - Akıncı est un nom de famille turc. - Akıncı est un toponyme turc. - Akıncıoğlu est un patronyme turc.                       | - Mustafa Akıncı (1947-), président de la république turque de Chypre du Nord. - Serap Akıncıoğlu (tr) (1972-), actrice et chroniqueuse turque. |
| Akınoğlu    | fils d’Akın                                                 | - akın est un mot turc qui signifie « raid, razzia ». - Akın est un prénom turc - Akın est un nom de famille turc - Akın est un toponyme turc - Akın est un toponyme turc. - Akınoğlu est un toponyme turc. | - Akınoğlu, ville du district de Taşova de la province d'Amasya. |
| Alaoğlu     | fils d'Ala                                                  | - ala est un mot turc qui signifie « tacheté, multicolore » ou « truite ». - Ala est un nom de famille turc. - Alaoğlu est un patronyme turc. - Alaoglu (Alaoglou, Αλάογλου en grec) est un nom de famille grec. | - Efkan Ala (1965-), homme politique turc - Leonidas Alaoglu (1914-1981), mathématicien canadien d'origine grecque. |
| Alioğlu     | fils d'Ali                                                  | - Ali est un prénom arabe et turc qui signifie « l'élevé, le haut». - Alioğlu est un prénom turc. - Alioğlu est un patronyme turc. - Alioğlu est un toponyme turc. | - Ali Özütemiz (1968-2011), chanteur turc de musique traditionnelle. - Alioğlu Ahmet Bey (tr) (1899-1996), homme politique turc. - Sercihan Alioğlu, acteur turc. |
| Alirızaoğlu | fils d’Ali Rıza                                             | - Ali est un prénom arabe et turc. - Rıza est un prénom turc, dérivé du prénom arabe Reza. - Rıza est un nom de famille turc. - Ali Rıza est un double prénom turc. | - Ali Özütemiz (1968-2011), chanteur turc. Rıza Tevfik Bölükbaşı (1869-1949), poète, philosophe et homme politique turc. - Ali Rıza Alaboyun (1957-), homme politique turc. - Selma Rıza (1872-1931), première journaliste une des premières romancières turque.                               |
| Aloğlu      | fils de Al                                                  | - Al est un nom de famille turc. - Aloğlu est un patronyme turc. - Aloğlu est un toponyme turc. | - Mehmet Sedat Aloğlu (tr) (1950-), industriel et homme politique turc. |
| Altınoğlu   | - fils d'Altın - fils de l'or                               | - altın est un mot turc qui signifie « or » (métal). - Altın est un prénom turc. - Altın est un nom de famille turc. - Altınoğlu est un patronyme turc. | - Altin Lala (1975-), footballeur albanais - Leyla Altın (tr) (1941-), actrice turque - Alain Altinoglu (1975-), chef d'orchestre français d'origine arménienne. |
| Arafatoğlu  | fils d’Arafat                                               | - Arafat est un toponyme arabe. - Arafat est un nom de famille arabe lié au Mont Arafat, toponyme de l'Islam. - Arafatoğlu est un patronyme turc. | - Yasser Arafat (1929-2004), président de l'Autorité palestinienne. - Mehmet Sabri Arafatoğlu, acteur turc. |
| Arıcıoğlu   | fils de l'apiculteur                                        | - Arı est un prénom turc qui signifie « pur, chaste, immaculé, innocent ». - arı est un mot turc qui signifie « abeille ». - -cı est un suffixe nominal turc désignant une personne (comme -eur ou -iste en français). - arıcı est un mot turc qui signifie « apiculteur ». - Arıcıoğlu est un nom de famille turc.                                                                                    | |
| Arıoğlu     | fils d'Arı                                                  | - Arı est un prénom turc qui signifie « pur, chaste, immaculé, innocent ». - arı est un mot turc qui signifie « abeille ». - Arı est un nom de famille turc. - Arı est un toponyme turc. - Arıoğlu est un patronyme turc. | - Ahmet Arı (1989-), footballeur turc. - Ersin Arıoğlu (sl) (1940-), ingénieur civil et homme politique turc. |
| Arslanoğlu  | - fils d'Arslan - fils du lion - fils de l’homme courageux. | - arslan est un mot turc qui signifie « lion ». - Arslan est un prénom turc qui signifie « lion » ou « homme courageux » (comme Aslan). - Arslan est un nom de famille turc. - Arslanoğlu est un patronyme turc. | - Arslan Mehmed Paşa (en) (1745-1812), gouverneur de la Province ottomane de Bosnie - Yılmaz Arslan (1968-), réalisateur, scénariste et producteur allemand d'origine turque. - Kaan Arslanoğlu (tr) (1959-), écrivain et romancier turc.                                                      |
| Asaroğlu    | fils d'Asar                                                 | - Asar est un nom de famille turc. - Asar est un toponyme turc. - Asaroğlu est un patronyme turc. | Mevlüt Asar (tr) (1951-), écrivain et poète turc ; |
| Aslanoğlu   | - fils d'Aslan - fils du lion - fils de l’homme courageux.  | - Aslan est un prénom turc qui signifie « lion » ou « homme courageux » (comme Arslan). - Aslan est un nom de famille turc. - Aslanoğlu est un patronyme turc. - Aslanoğlu est un toponyme turc. | - Aslan bey Safikurdski (tr) (1881-1937), homme politique et ministre azerbaïdjanais. - Hatice Aslan (1962-), actrice turque. - Ferit Mevlüt Aslanoğlu (tr), (1952-2014), homme politique turc.                                                                                                |
| Atakoğlu    | fils d'Atak                                                 | - Atak est un adjectif turc qui signifie « impulsif, audacieux, agile ». - Atak est un nom de famille turc. - Atakoğlu est un patronyme turc. | - Zeynel Abidin Atak (tr) (1879-1939), homme politique turc. - Fahir Atakoğlu (tr) (né au XXe siècle), pianiste et compositeur turc. |
| Ataoğlu     | - fils d'Ata - fils de l'ancêtre                            | - ata est un mot turc qui signifie « ancêtre ». - Ata est un prénom turc. - Ata est un nom de famille turc. - Ataoğlu est un patronyme turc. | - Ata Nutku (tr) (1904-1994), scientifique turc, ingénieur. - Ayla Akat Ata (tr) (1976-), avocat et homme politique turc. - Eyüp Kadri Ataoğlu (tr), (1987-), footballeur turc. |
| Avşaroğlu   | fils d’Avşar                                                | - Avşar est une variante orthographique d’Afşar, de même sens. - Les Afşars (en français Afchars) est un peuple turc présent en Turquie et en Iran. - Avşar est un nom de famille turc. - Avşar est un toponyme turc. - Avşaroğlu est un patronyme turc. | - Hülya Avşar (1963-), actrice, chanteuse, femme d'affaires et joueuse de tennis turque. - Mustafa Avşaroğlu, compositeur turc. |
| Ayanoğlu    | fils de l'officier ou fils d’Ayan                           | - ayan est un mot turc qui signifie « officier supérieur ». - Ayan est un nom de famille turc. - Ayan est un toponyme turc. - Ayanoğlu est un patronyme turc. | - Emre Ayan (tr) (1980-), acteur et scénariste turc. - Sami Ayanoğlu (tr) (1913–1971), acteur turc. |
| Ayaroğlu    | fils d'Ayar                                                 | - ayar est un nom commun turc. - Ayar est un nom de famille turc. - Ayaroğlu est un patronyme turc. | -Kaan Türker Ayar (tr) (1995-), nageur turc. - Hasan Ayaroğlu (tr) (1995-), footballeur turc. |
| Aydemiroğlu | fils d'Aydemir                                              | - Aydemir est un prénom qui signifie « brillant comme la lune et fort comme le fer ». - ay est un mot turc qui signifie « lune ». - demir est un mot turc qui signifie « fer » - Aydemir est un nom de famille. - Aydemir est un toponyme. - Aydemiroğlu est un patronyme turc. - Aydemiroğlu est un toponyme turc.                                                                                    | - Aydemir Akbaş (1936-), acteur et réalisateur turc. - Selçuk Aydemir (1982-), scénariste et réalisateur turc. - Aydemiroğlu (Ceyhan) (tr), commune du district de Ceyhan dans la province d'Adana.                                                                                            |
| Aydınoğlu   | fils d’Aydın                                                | - Aydın est un prénom turc qui signifie « illuminé, clair ou lumière » - Aydın est un nom de famille turc. - Aydın est un toponyme turc. - Aydinoğlu est un patronyme turc. - Aydınoğlu est un toponyme turc. | - Aydın Yılmaz (1988-), footballeur turc. - Merve Aydın (1990-), athlète turque. - Aydın, ville de Turquie dans la province éponyme. - Aydınoğlu Mehmed Bey (XIVe siècle), fondateur turc de l'Émirat d'Aydın. - Aydınoğlu (tr), quartier du district de Mut dans la province de Mersin ;      |
| Ayvazoğlu   | - fils d'Ayvaz - fils du serviteur                          | - ayvaz est un nom de métier turc qui signifie « serviteur de cuisine d'une grande demeure ». - Ayvaz est un prénom turc. - Ayvaz est un nom de famille turc. - Ayvaz est un toponyme turc. - Ayvazoğlu est un patronyme turc. | - Ayvaz Gökdemir (tr) (1942-2008), homme politique turc. - Ülkü Ayvaz (tr) (1955-2016), écrivain turc. - Beşir Ayvazoğlu (tr) (1953-), écrivain, poète et journaliste turc. |
| Azemoğlu    | fils d'Azem                                                 | - Azem est un prénom arabe qui signifie « ami sincère, fidèle ». - Azem est un nom de famille arabe. - Azem est un toponyme arabe. - Azemoğlu est un patronyme turc. | - Azem Galica (1889-1924), figure nationaliste et rebelle du Kosovo. - Ouali Azem (1913-2002), homme politique français d'origine algérienne. - Uğur Azemoğlu, acteur turc. |
| Azizoğlu    | fils d’Aziz                                                 | - Aziz est un prénom arabe qui signifie « cher, aimé, puissant ». - Aziz est un nom de famille turc. - Aziz est un toponyme turc. - Azizoğlu est un patronyme turc. | - Aziz Çalışlar (tr) (1942-1995), écrivain et traducteur turc. - Kamran Aziz (tr) (1922-2017), compositrice chypriote turque. - Yusuf Azizoğlu (tr) (1917-1970), homme politique turc. |

### B
| Patronyme            | Sens                                                        | Remarques | Personnalités/Toponyme |
| -------------------- | ----------------------------------------------------------- | --- | --- |
| Babaoğlu             | - fils de Papa - fils du baba                               | - baba est un mot turc qui signifie « père », « papa ». - un baba est un chef religieux sunnite ou alévie. - Babaoğlu est un patronyme turc. - Babaoğlu est un toponyme turc. | - Benhur Babaoğlu (1970-), footballeur turc. |
| Bağdatlıoğlu         | - fils du bagdadien (habitant de Bagdad) - fils de Bağdatlı | - Bağdat est le nom turc de Bagdad, capitale de l'Irak. - bağdatlı est un gentilé turc qui signifie « bagdadien ». - Bağdatlı est un prénom turc. - Bağdatlı est un toponyme turc. - Bağdatlıoğlu est un patronyme turc. | - Bağdatlı Mehmed Hâdî Paşa (1861-1932), homme d'état de l'empire ottoman. - Özge Bağdatlıoğlu, producteur de cinéma turc.                                                                     |
| Bahtiyaroğlu         | - fils du bakhtiari - fils du chanceux - fils de Bahtiyar   | - Bahtiyar est un mot turc dérivé du mot persan bakhtiar, composé de bakht, « chance », et de iar, « compagnon » ou « ami ». bakhtyar signifie donc « compagnon de chance ». - Les bakhtiaris sont un peuple nomade d’Iran. - bahtiyar est un mot turc qui signifie « chanceux ». - Bahtiyar est un prénom masculin turc. - Bahtiyar est un nom de famille turc. - Bakhtiar est un nom de famille iranien. - Bahtiyar est un toponyme turc. - Bahtiyaroğlu est un patronyme turc. | Ediz Bahtiyaroğlu (1986-2012), footballeur turc. |
| Balaoğlu             | - fils de Bala                                              | - bala est un mot turc qui signifie « enfant ». - Bala est un prénom épicène turc rare. - Balâ est un toponyme turc. - Balaoğlu est un patronyme turc. - L’étymologie de Balaoğlu n’est pas disponible. | - Bala Atabek (tr) (1985-), actrice et écrivaine turque. - Rasim Balaoğlu, acteur turc. - Balâ, chef-lieu de district de la province d'Ankara en Turquie.                                      |
| Balcıoğlu            | fils de l'apiculteur                                        | - bal est un mot turc qui signifie « miel ». - balcı est un mot turc qui signifie « éleveur d'abeilles, vendeur de miel, apiculteur ». - Le suffixe -ci est la marque d'un nom de métier, comme -ier, -iste ou -ien en français. - Balcı est un nom de famille turc. - Balcı est un toponyme turc. - Balcıoğlu est un patronyme turc. | - Şükrü Balcı (tr) (1929-1993), chef de la police turc. - Semih Balcıoğlu (tr) (1928-2006), caricaturiste turc.                                                                                |
| Balekoğlu            | fils du balek                                               | - Les balek ou balak (en) sont un peuple kurde d’Irak. - Balek n'est ni un prénom turc ni un nom de famille turc. - L’étymologique de Balekoğlu (littéralement « fils de Balek ») n'est pas disponible. | - Metin Balekoğlu (tr) (1970-), réalisateur turc. |
| Baloğlu              | fils de Bal                                                 | - bal est un mot turc qui signifie « miel ». - Baloğlu est un nom de famille turc. - Baloğlu est un patronyme turc. - Baloğlu est un toponyme turc. | - Duygu Bal (1987-), joueuse de volley-ball turque. - Ayşen Baloğlu (tr) (1972-), caricaturiste turc.                                                                                          |
| Baltaoğlu            | fils de Balta - fils du guerrier                            | - balta est un mot turc qui signifie « hache ». - Balta est un nom de famille turc. - Baltaoğlu est un patronyme turc qui signifie « fils du guerrier » (fils de celui qui utilise la hache). | - Tahsin Bekir Balta (tr) (1902-1970), homme politique turc. - Suleïman Baltaoğlu (?-1453), amiral ottoman.                                                                                    |
| Başoğlu              | - fils de Baş - fils du chef                                | - baş est un mot turc qui signifie « tête » ou « chef » (celui qui est à la tête). - Baş est un nom de famille turc. - Başoğlu est un toponyme turc. | - Erkan Baş (tr) (1979-), homme politique et universitaire turc. - Muhtar Başoğlu (1913-1981), herpétologiste turc.                                                                            |
| Bayraktaroğlu        | fils de Bayraktar fils du porte-drapeau                     | - bayrak est un mot turc qui signifie « drapeau ». - Bayrak est un prénom turc. - Bayrak est un nom de famille turc. - Bayrak est un toponyme turc. - bayraktar est un mot turc, un nom de métier qui signifie « porte-drapeau ». - Bayraktar est un prénom turc. - Bayraktar est un nom de famille turc. - Bayraktar est un toponyme turc. | - Tosun Bayrak (en) (1926-2018), écrivain turc et théologien soufi. - Gülşen Bayraktar (1976-), chanteuse turque. - Halis Bayraktaroğlu, acteur turc.                                          |
| Bayramoğlu           | fils de la fête                                             | - bayram est un mot turc qui signifie « fête ». - Bayram est un prénom masculin turc. - Bayram est un nom de famille turc. - Bayram est un toponyme turc. - Bayramoğlu est un toponyme turc. | - Bayram Sönmez (1990-), rameur turc - Ömer Bayram (1991-), footballeur turc. - Bayram Ali Bayramoğlu (tr) (1958-), homme politique turc (son nom complet signifie « Bayram fils de Bayram »). |
| Baytaroğlu           | fils de Baytar fils du vétérinaire                          | - Baytar est un mot turc qui signifie « vétérinaire ». - Baytar est un nom de famille turc. | - Engin Baytar (1983-), footballeur turc. - Murat Baytaroğlu (tr) (1980-), footballeur turc.                                                                                                   |
| Bediroğlu            | fils de Bedir                                               | - bedir est un mot turc qui signifie « pleine lune ». - Bedir est un prénom turc. - Bedir est un nom de famille turc. - Bedir (Badr) est une ville d'Arabie Saoudite. | - Bedir bin Hasanveyh (tr) (Xe-XIe siècle, dirigeant de la dynastie turque des Hasanwayhides. - Emrah Bedir (tr), footballeur turc. - Erkan Bediroğlu, compositeur turc.                       |
| Behramoğlu           |                                                             | - Behramoğlu est un patronyme turc | - Ataol Behramoğlu (1942-), poète, écrivain et traducteur turc. |
| Bekdemiroğlu         | fils de Bekdemir                                            | - demir est un mot turc qui signifie « fer ». - Bekdemir est un nom de famille turc. - Bekdemir est un toponyme turc. | - Engin Bekdemir (1992-), footballeur turc. - Arzu Bekdemiroğlu, actrice turque. |
| Bekiroğlu            | fils de Bekir                                               | - Bekir est un prénom turc, équivalent du prénom arabe Bakr. - Bekir est un patronyme turc. - Bekiroğlu est un toponyme turc. | - Bekir Bozdağ (1965-), savant, avocat et homme politique turc. - Erol Bekir (en) (1974-), footballeur turco-suédois. - Nazan Bekiroğlu, écrivaine turque.                                     |
| Bekoğlu              | fils de Bek                                                 | - Bek est un prénom masculin turc. | |
| Bellioğlu            | fils de Belli                                               | - belli est un adjectif turc qui signifie « évident, certain ». - Belli est un nom de famille turc. - Belli est un toponyme turc. | - Mihri Belli (tr), (1915-2011), homme politique et écrivain communiste turc. - Hüseyin Sırrı Bellioğlu (tr), (1876-1958), homme politique turc.                                               |
| Belözoğlu            |                                                             | | - Emre Belözoğlu, (1980-), footballeur turc. |
| Benderlioğlu         | fils de Benderli                                            | - bender est un mot turc qui signifie « port ». - Bender est un toponyme, nom turc de la ville moldave de Tighina. - Benderli est le gentilé turc des habitants de Bender. - Benderli est un prénom turc. | - Benderli Ali Pasha (tr) (1821), grand vizir ottoman, né à Bender. - Emir Benderlioğlu (tr) (1979), photographe, chanteur, graphiste et acteur turc.                                          |
| Berberoğlu           | fils du barbier                                             | - berber est un nom de métier turc qui signifie « barbier ». - Berber est un patronyme turc. - Berberoğlu est un patronyme turc. | - Oğuzhan Berber (tr) (1992-), footballeur turc - Enis Berberoğlu (tr) (1956-), journaliste, écrivain et homme politique turc.                                                                 |
| Beyoğlu              | fils de Bey                                                 | - Bey est un titre de dignitaire turc, gouverneur. - Beyoğlu est un patronyme turc. - Beyoğlu est un toponyme turc. | - Beyoğlu (Alvise Gritti, 1480-1534), homme politique turc d'origine vénitienne. - Reha Beyoğlu (tr) (1978-), acteur turc.                                                                     |
| Bicioğlu et Bıcıoğlu |                                                             | | - Şefik Bicioğlu (tr) (1892-1968), gouverneur turc. |
| Birincioğlu          | fils de Birinci                                             | - bir est un mot turc qui signifie « un ». - -inci est un suffixe turc qui signifie « -ième ». - birinci est un mot turc qui signifie « premier » (unième). | - Mehmet Birinci (tr) (1957-), entraîneur turc. - Ahmet İhsan Birincioğlu (tr) (1923-2007), homme politique turc.                                                                              |
| Bostancıoğlu         | fils de Bostangı fils du jardinier.                         | - bostan est un mot turc qui signifie « jardin potager ». - -cı est un suffixe turc qui marque le nom de métier (comme les suffixes « -ier, -eur », « -ien » en français). - Bostan est un nom de famille turc. - Bostan est un patronyme turc. - bostancı (traduit en français par bostangi) est un mot turc, nom de métier, qui désigne un garde de l'empire ottoman qui surveille les jardins (jardinier). - Bostancı est un patronyme turc. - Bostancı est un toponyme turc.  | - Yeşim Bostan (1995-) archère turque. - Naci Bostancı (1957-), homme politique turc. - Metin Bostancıoğlu (en) (1942), homme politique turc.                                                  |
| Bozoğlu              | fils de Boz                                                 | - boz est un adjectif turc qui signifie « gris ». - Bozoğlu est un toponyme turc. | - Yeşim Ceren Bozoğlu (1974-), acteur et metteur en scène turc. |
| Bubikoğlu            | fils de Bubik                                               | - Bubik est un nom de famille turc - Bubik est un toponyme turc. | Gülşen Bubikoğlu (1954-), actrice turque. |
| Burcoğlu             |                                                             | | |
| Büyüktunalıoğlu      | fils du grand Tunalı                                        | - Büyük est un mot turc qui signifie « grand ». - Büyük est un nom de famille turc. - Tun est un prénom. - Ali est un prénom. - Tunalı est un prénom. | - Adem Büyük (1987-), footballeur turc. - Funda Büyüktunalıoğlu, costumière de cinéma turque.                                                                                                  |

### C
| Patronyme    | Sens              | Remarques                                                                                     | Personnalités/Toponyme |
| ------------ | ----------------- | --------------------------------------------------------------------------------------------- | --- |
| Cağaloğlu    | fils de Cağal     | - Cağal est un prénom turc. - Cağaloğlu est un prénom turc. - Cağaloğlu est un toponyme turc. | - Ali Cağaloğlu (tr) (1930-2011), acteur turc. - Cağaloğlu Yusuf Sinan Paşa (1545-1606), grand vizir de l'empire ottoman. |
| Cadircioğlu  |                   |                                                                                               | |
| Calhanoğlu   |                   |                                                                                               | |
| Cebiroğlu    |                   |                                                                                               | |
| Celebioğlu   |                   |                                                                                               | |
| Cercisoğlu   |                   |                                                                                               | |
| Cerezcioğlu  |                   |                                                                                               | |
| Ceritlioğlu  |                   |                                                                                               | |
| Cerrahoğlu   |                   |                                                                                               | |
| Cevahiroğlu  |                   |                                                                                               | |
| Cihanoğlu    |                   |                                                                                               | |
| Cildiroğlu   |                   |                                                                                               | |
| Cimencioğlu  |                   |                                                                                               | |
| Cinicioğlu   |                   |                                                                                               | |
| Cinioğlu     |                   |                                                                                               | |
| Ciraklioğlu  |                   |                                                                                               | |
| Civicioğlu   |                   |                                                                                               | |
| Colakoglu    |                   |                                                                                               | |
| Comezoğlu    |                   |                                                                                               | |
| Corbacioğlu  |                   |                                                                                               | |
| Cüceloğlu    |                   |                                                                                               | - Doğan Cüceloğlu (tr) (1938-), psychologue turc.                                                                         |
| Cündübeyoğlu | Fils de Cündü Bey | - Cündü Bey est un prénom affublé du titre de dignitaire turc Bey                             | Ebru Cündübeyoğlu (tr) (1974-), actrice turque                                                                            |

### Ç
| Patronyme      | Sens                               | Remarques | Personnalités/Toponyme |
| -------------- | ---------------------------------- | --- | --- |
| Çadıroğlu      | fils de Çadır                      | Çadıroğlu est un patronyme turc. | - Mehmet Çadıroğlu, acteur turc. |
| Çakılcıoğlu    | fils de Çakılcı                    | - çakıl est un mot turc qui signifie « gravier, caillou ». - Çakıl est un nom de famille turc. - Çakıl est un toponyme turc. - le suffixe turc -cı est la marque d'un nom de métier. - Çakilcı est un nom de famille turc. - Çakılcıoğlu est un patronyme turc. | - Hakan Çakıl (tr) (1964-) ambassadeur turc. - Serhat Çakılcıoğlu, réalisateur turc. |
| Çakıroğlu (tr) | fils de Çakır                      | - çakır est un adjectif turc qui signifie « gris bleuté ». - çakır est le nom turc de l'autour des palombes (oiseau). - Çakır est un nom de famille turc. - Çakır est un toponyme turc. - Çakıroğlu est un patronyme turc. - Çakıroğlu est un toponyme turc. | - Tarkan Çakır (tr) (1971-), chanteur, guitariste et compositeur turc de musique rock. - Çakır (tr), village turc du district de Şebinkarahisar dans la province de Giresun. - Hüseyin Çakıroğlu (tr) (1957-1986), footballeur turc. |
| Çapanoğlu      | - fils de Çapan - fils du messager | - çapan est un mot turc, nom de métier, qui signifie « messager, courrier ». - Çapan est un nom de famille turc. - Çapanoğlu est un patronyme turc. | - Sevtap Çapan (tr) (1970-), actrice turque. - Mustafa Çapanoğlu (tr) (1956-), footballeur turc. |
| Çavuşoğlu (tr) | - fils de Çavuş - fils du sergent  | - çavuş est un mot turc, nom de métier, qui signifie « sergent ». - Çavuş est un toponyme turc. | - Çavuş, Sungurlu (tr), village turc de Sungurlu dans la province de Çorum. - Mevlüt Çavuşoğlu (1968-), homme politique et ministre turc. - Çavuşoğlu (tr), quartier d'Ilıca dans la province d'Erzurum. |
| Çengeloğlu     | fils de Çengel                     | - çengel (tr) est un mot turc qui signifie « crochet ». - Çengel est un toponyme turc. - Çengeloğlu est un prénom turc. | - Önder Çengel (tr) (1982-) footballeur suisse d'origine turque. - Çengel (tr), village turc du district de Pınarbaşı dans la province de Kastamonu. - Çengeloğlu Tahir Mehmed Paşa (tr) (?-1851), homme d'État ottoman. |
| Çelikoğlu      | fils de Çelik                      | - çelik est un mot turc qui signifie « acier » - Çelik est un prénom turc. - Çelik est un nom de famille turc. - Çelik est un toponyme turc. | - Çelik Erişçi ou Çelik (1966-), musicien, chanteur et compositeur turc.- Fırat Çelik (1981-), acteur turc - Çelik (tr), village turc du district de Gölbaşı dans la province d'Adiyaman. - Halit Çelikoğlu, acteur turc(tr) « Fiche d'artiste de Halit Çelikoğlu », sur imdb.com (consulté le 17 juin 2019).                                                        |
| Çevikoğlu      | fils de Çevik                      | - çevik est un adjectif turc qui signifie « agile, rapide ». - Çevik est un prénom masculin turc. - Çevik est un toponyme turc. - Çevikoğlu est patronyme turc. | - Tolga Çevik (1974-), acteur turc. - Çevik (tr), village turc du district de Taşköprü dans la province de Kastamonu. - Timuçin Çevikoğlu, chanteur turc et joueur de kanoun. |
| Çiçekoğlu      | fils de la fleur                   | - çiçek est un mot turc qui signifie « fleur ». - Çiçek est un prénom féminin turc. - Çiçek est un nom de famille turc. - Çiçekoğlu est un patronyme turc. - Çiçekoğlu est un toponyme turc. | - Çiçek Dilligil (tr) (1969-) actrice turque. - Sevê Evin Çiçek (1961-), journaliste, chercheuse, auteure, poétesse et défenseuse des droits de l’homme kurdo-suisse. - Feride Çiçekoğlu (tr) (1951-), scénariste, écrivaine et architecte turque. - Çiçekoğlu (tr), village turc du district de Gemerek dans la province de Sivas en Région de l'Anatolie centrale. |
| Çiftoğlu       | fils de Çift                       | - Çift est un mot turc qui signifie « double » ou « paire ». - Çiftoğlu est un patronyme turc. | |
| Çiftçioğlu     | fils du fermier                    | - çift est un mot turc qui signifie « paire », avec entre autres, le sens de « paire de bœufs de labour »,. - Le suffixe -çi est la marque d'un nom de métier, comme -eur, -ien ou -iste en français. - çiftçi est un mot turc, nom de métier, qui signifie « fermier », « agriculteur » (« celui qui a une paire de bœufs de labour »). - Çiftçi est un nom de famille turc. - Çiftçioğlu est un nom de famille turc. - Çiftçioğlu est un toponyme turc. | - Bekir Lütfi Çiftçi (tr) (1875-1933), homme politique turc. - Özdemir Çiftçioglu, acteur turc. - Çiftçioğlu (tr), village turc du district de Gümüşhacıköy de la province d'Amasya. |
| Çildiroğlu     |                                    | | |
| Çirakoğlu      |                                    | | |
| Çolakoğlu      |                                    | | |

### D
| Patronyme      | Sens               | Remarques | Personnalités/Toponyme |
| -------------- | ------------------ | --- | --- |
| Damcioğlu      |                    | | |
| Davutoğlu      | fils de Davut      | - Davut (tr) est un prénom turc, équivalent de David. Davutoğlu est un patronyme turc.                                                                                    | - Ahmet Davutoğlu (1959-), universitaire, diplomate et homme d'État turc.                                                           |
| Dayioğlu       | fils de l'oncle    | | |
| Degirmencioğlu |                    | | |
| Demircioğlu    |                    | | |
| Demirhanoğlu   |                    | | |
| Demiroğlu      | fils du fer        | - demir est un substantif turc qui signifie « fer » | - Cem'i Demiroğlu (tr) (1927-2002), médecin et recteur turc.                                                                        |
| Denizoğlu      | fils de Deniz      | | |
| Derinoğlu      |                    | | |
| Dermancioğlu   |                    | | |
| Dikecoğlu      |                    | | |
| Dilmaçoğlu     | fils de Dilmaç     | - Dilmaçoğlu est un toponyme et beylicat turc | |
| Dilsizoğlu     |                    | | |
| Direkoğlu      |                    | | |
| Doğanoğlu      | fils de Doğan      | - Doğanoğlu est un toponyme turc. | |
| Dovuoğlu       |                    | | |
| Doyduloğlu     |                    | | |
| Dulkadiroğlu   | fils de Kadir veuf | - dul est un mot turc qui signifie « veuf » ou « veuve ». - Kadir est un prénom masculin turc. - Dulkadiroğlu est un patronyme turc. - Dulkadiroğlu est un toponyme turc. | - Dulkadiroğlu (tr), district turc de la province de Kahramanmaraş.                                                                 |
| Dumanoğlu      |                    | | |
| Durakoğlu      |                    | | |
| Duranoğlu      |                    | | |
| Dursunoğlu     | fils de Dursun     | - Dursun est un prénom turc. | - Seyfi Dursunoğlu (1932-), comédien et animateur de télévision turc.                                                               |
| Düvencioğlu    |                    | | |
| Düzgünoğlu     | fils de Düzgün     | - Düzgün est un prénom turc qui signifie « doux et correct ». - Düzgün est un nom de famille turc. - Düzgünoğlu est un patronyme turc.                                    | - Düzgün Baba (tr) est une figure religieuse kurde de l'alévisme. - Murat Düzgünoğlu (tr), (1969-), réalisateur et scénariste turc. |

### E
| Patronyme         | Sens                             | Remarques | Personnalités/Toponyme |
| ----------------- | -------------------------------- | --- | --- |
| Ekincioğlu        | fils du laboureur                | - ekin est un mot turc qui signifie « culture » (agriculture). - ekinci est un mot turc qui signifie « laboureur », -ci étant un suffixe marquant un nom de métier. - Ekinci est un nom de famille turc. - Ekinci est un toponyme turc. - Ekincioğlu est un nom de famille turc. - Ekincioğlu est un toponyme turc. | - Yavuz Ekinci (1979-), écrivain et poète turc. - Ekinci, district de la ville turque d'Antakya dans la province d'Hatay. - Ekincioğlu (tr), village turc du district d'Ulaş dans la province de Sivas. |
| Ekmekçioğlu       | fils du boulanger                | - ekmek est un mot turc qui signifie « pain ». - ekmekçi est un mot turc qui signifie « boulanger », -çi étant un suffixe marquant un nom de métier, comme -iste', -ier' ou -ien en français. - Ekmekçi est un nom de famille turc. - Ekmekçioğlu est un patronyme turc.                                            | - Lerna Ekmekçioğlu, historienne et écrivaine turco-arménienne. |
| Eksioğlu/Ekşioğlu |                                  | | |
| Elcioğlu          |                                  | | |
| Eloğlu            |                                  | | |
| Emiroğlu          |                                  | | |
| Eroğlu            | - fils du soldat                 | - er est un mot turc qui signifie « soldat ». - Er est un nom de famille turc. - Eroğlu est un patronyme turc. | - Eray Er (tr) (1977-), footballeur turc. - Musa Eroğlu (1944-), chanteur et compositeur turc. |
| Eseroğlu          |                                  | - Eser est un prénom turc. - Eseroğlu est un patronyme turc. | |
| Eskioğlu          |                                  | | |
| Eşrefoğlu         | - fils de l’Eşref - fils d’Eşref | - Les Eşref ou Ashraf ou Eşrefoğulları (les fils d’Eşref) sont une dynastie beylicale turkmène d’Anatolie de la région de Beyşehir (entre 1285 et 1326). - Eşref est un prénom masculin turc. - Eşref est un nom de famille turc. - Eşrefoğlu est un patronyme turc.                                                | - Seyfeddin Süleyman ibn Eşref, premier ancêtre de la dynastie des Eşref (Seyfeddin Süleyman, fils d'Eşref) - Eşref Ziya Terzi (1969-), animateur de radio, acteur et musicien turc. - Abdürrahman Eşref (tr) (né en 1748), érudit ottoman et poète divan. - Eşrefoğlu Abdullah Rûmî (tr) (mort en 1469), poète mystique turc. |
| Eyioğlu           |                                  | | |
| Eyüboğlu          |                                  | | - Bedri Rahmi Eyüboğlu (1911-1975), peintre, écrivain et poète turc. |
| Eyüpoğlu          | fils d'Eyüp                      | - Eyüp est un prénom turc, équivalent de Job. - Eyüp est un nom de famille turc. - Eyüp est un toponyme turc. - Eyüpoğlu est un toponyme turc. | - Eyüp Can Sağlık (tr) (1973-), journaliste, auteur et rédacteur en chef du journal Radikal. - Orhan Eyüpoğlu (1918-1980), homme politique turc. |

### FG
| Patronyme    | Sens                           | Remarques | Personnalités/Toponyme                                                                            |
| ------------ | ------------------------------ | --- | ------------------------------------------------------------------------------------------------- |
| Feridunoğlu  | fils de Feridun                | - Feridun est un prénom masculin turc, variante turque du prénom iranien Fereydun. - Fereydun est un roi iranien mythique dans la littérature persane. - Feridunoğlu est un patronyme turc.                                                                | - Feridunoğlu Osman, plus connu comme Topal Osman Ağa (1884-1923), ağa et chef de milice ottoman. |
| Fettahoğlu   | fils de Fettah                 | |                                                                                                   |
| Fındıkoğlu   |                                | |                                                                                                   |
| Fırıncıoğlu  | fils du boulanger              | - Fırın est un mot turc qui signifie « four ». - -cı est un suffixe turc qui est la marque d'un métier, comme -ier, -eur, -ien ou -iste en français. - Fırıncı est un mot turc qui signifie « fournier » (boulanger). - Fırıncıoğlu est un patronyme turc. | - Gülşah Fırıncıoğlu, actrice turque                                                              |
| Gedizlioğlu  |                                | |                                                                                                   |
| Gençoğlu     | - fils du jeune - fils de Genç | - genç est un mot turc qui signifie « jeune ». - Genç est un prénom masculin turc. - Genç est un nom de famille turc. - Genç est un toponyme turc. | - Sıla Gençoğlu, chanteuse turque de musique pop.                                                 |
| Genelioğlu   |                                | |                                                                                                   |
| Gökçeoğlu    |                                | |                                                                                                   |
| Gomecoğlu    |                                | |                                                                                                   |
| Gömeçoğlu    | fils de Gömeç                  | - Gömeç est un toponyme turc - Gömeç est un nom de famille turc. |                                                                                                   |
| Gülcüoğlu    |                                | |                                                                                                   |
| Gulecoğlu    |                                | |                                                                                                   |
| Gülmezoğlu   |                                | | - Yiğit Gülmezoğlu (tr) (1995-), joueur de volley-ball turc.                                      |
| Güloğlu      | fils de Gül                    | Gül est un prénom turc. | - Davut Güloğlu (tr) (1972-), chanteur turc.                                                      |
| Gümrükçüoğlu | fils du douanier               | - gümrük = « douane ». - gümrükçü = « douanier ». |                                                                                                   |
| Gümüşoğlu    | fils de l'argent               | - gümüş = « argent » (métal). | - Rami Ozan Gümüşoğlu (tr) (1910-1984), homme politique turc.                                     |

### H
| Patronyme     | Sens              | Remarques | Personnalités/Toponyme |
| ------------- | ----------------- | --------- | --- |
| Hacihaliloğlu | fils d'Haci Halil |           | |
| Hacimemisoğlu | fils d'Haci Memis |           | |
| Haciosmanoğlu | fils d'Haci Osman |           | |
| Hacioğlu      | fils d'Haci       |           | |
| Hafizoğlu     | fils d'Hafiz      |           | |
| Halacoğlu     |                   |           | |
| Halilagaoğlu  |                   |           | |
| Haliloğlu     | fils d'Halil      |           | - Ömer Haliloğlu (tr), (1927-2013), gouverneur de Turquie.                                                                 |
| Hamamcioğlu   |                   |           | |
| Hamzaoğlu     | fils d'Hamza      |           | |
| Hancioğlu     |                   |           | |
| Hapikoğlu     |                   |           | |
| Harmancioğlu  |                   |           | |
| Harnuboğlu    |                   |           | |
| Hasanoğlu     | fils d'Hasan      |           | |
| Hatipoğlu     |                   |           | - Şevket Raşit Hatipoğlu (tr), (1898-1973), universitaire, homme d’état et ministre turc.                                  |
| Hatunoğlu     |                   |           | |
| Havucoğlu     |                   |           | |
| Hayaloğlu     |                   |           | - Yusuf Hayaloğlu (tr) (1953-2009),poète, auteur-compositeur et peintre turc.                                              |
| Hayırlıoğlu   |                   |           | - Eyüp Sabri Hayırlıoğlu (tr) (1887-1960), juriste, religieux et homme politique turc, président des affaires religieuses. |
| Haznedaroğlu  |                   |           | |
| Hekimoğlu     |                   |           | |
| Helvacioğlu   |                   |           | |
| Himmetoğlu    |                   |           | |
| Hocaoğlu      |                   |           | |
| Horozoğlu     |                   |           | |
| Hosabcioğlu   |                   |           | |
| Hüneroğlu     |                   |           | |

### I
| Patronyme      | Sens                                    | Remarques | Personnalités/Toponyme |
| -------------- | --------------------------------------- | --- | --- |
| Ibisoğlu       |                                         | | |
| Icoğlu         |                                         | | |
| Igdiroğlu      |                                         | | |
| Ihtiyaroglu    |                                         | | |
| İmamoğlu       | - fils de l'imam                        | - imam est un mot arabe et turc qui signifie « guide religieux des musulmans ». - Imam est un nom de famille arabe. | - Adel Imam (1940-), acteur égyptien. - Ekrem İmamoğlu (1970-), homme politique turc.                                          |
| Imirzaoğlu     |                                         | | |
| İmirzalıoğlu   |                                         | | Kenan İmirzalıoğlu (1974-), acteur turc.                                                                                       |
| Inceoğlu       |                                         | | |
| Ipekçioğlu     | - fils du vendeur de soie - fils d'İpek | - ipek est un mot turc qui signifie « soie ». - -çi est un suffixe turc, marque d’un nom de métier, comme -eur, -iste ou -ien, en français. - ipekçi est un nom turc de métier, « éleveur de vers à soie » ou « vendeur de soie ». - İpek est un prénom féminin turc. - İpek est un nom de famille turc. - Ipekoğlu est un nom de famille turc. | - İpek Soroğlu (1985-), joueuse de volley-ball turque. - Engin İpekoğlu (tr) (1961-), footballeur et manager de football turc. |
| İsaoğlu        |                                         | | |
| Isfendiyaroğlu |                                         | | |
| Islakoğlu      |                                         | | |
| Islamoğlu      |                                         | | |
| Izoğlu         |                                         | | |
| İzmirlioğlu    |                                         | | |

### K
| Patronyme      | Sens | Remarques | Personnalités/Toponyme |
| -------------- | --- | --- | --- |
| Kabakoğlu      | | | |
| Kadioğlu       | | | |
| Kadiroğlu      | fils de Kadir | - Kadir est un prénom turc qui signifie « fort ». | |
| Kadirbeyoğlu   | fils de Kadir Bey | - Kadir Bey est un prénom turc affublé du titre de dignitaire Bey | |
| Kaftancioğlu   | | | |
| Kahvecioğlu    | | | |
| Kalaycıoğlu    | | | |
| Kandemiroğlu   | fils de Kandemir | - Kandemir est un nom de famille turc. | |
| Kantaroğlu     | | | |
| Kapucuoğlu     | | | |
| Kaparoğlu      | | | |
| Karademiroğlu  | fils de Karademir | - kara est un mot turc qui signifie « noir ». demir est un mot turc qui signifie « fer ». - Karademir signifie « fer noir ». - Karademir est un nom de famille turc. - Karademir est un toponyme turc. | - Tuğba Karademir (1985-), patineuse artistique turque. |
| Karadenizoğlu  | fils de la Mer Noire                                                                                                  | - kara est un mot turc qui signifie « noir ». - deniz est un mot turc qui signifie « mer ». - Karadeniz signifie « Mer noire ». - Karadeniz est un nom de famille turc. - Karadeniz est un toponyme turc. | |
| Karahanoğlu    | | | |
| Karahasanoğlu  | fils de Kara Hasan | | |
| Karamanoğlu    | fils de Karaman (Karaman Bey (en)), chef de la tribu Turkmène des Afshar et fondateur de la dynastie des Karamanides. | | - Karamanoğlu Mehmed Bey (tr) (?-1277), deuxième bey (chef) des Karamanides, dynastie turkmène du sud de l'Anatolie centrale dans le massif montagneux du Karaman.                                                                                    |
| Karaosmanoğlu  | | | |
| Karamahmutoğlu | fils de Kara Mahmut                                                                                                   | | |
| Karagözoğlu    | | | |
| Karasarlioğlu  | | | |
| Kasapoğlu      | | | Işıl Kasapoğlu (tr) (1957-), acteur de théâtre turc, metteur en scène. |
| Katrancioğlu   | | | |
| Kavlakoğlu     | | | |
| Kayaoğlu       | | | |
| Kaygilaroğlu   | | | |
| Kayrancioğlu   | | | |
| Kazancioğlu    | | | |
| Keçiloğlu      | | | |
| Kemikoğlu      | | | |
| Kentmenoğlu    | | | |
| Kerimoğlu      | | | |
| Keskinoğlu     | | | - Fuat Ömer Keskinoğlu (tr) (1906-1967), juriste et poète turc. |
| Kibritçioğlu   | | | |
| Kılıççıoğlu    | - fils du fabricant d’épée - fils du vendeur d’épée                                                                   | - kılıç est un mot turc qui sigifie « épée ». - -çı est un suffixe nominal turc désignant une personne (comme -eur ou -iste en français). - Kılıç est un patronyme turc. - kılıççı est un nom de métier turc qui signifie « fabricant d’épée » ou « vendeur d’épée ». - Kılıççı est un patronyme turc. - Kılıççı est un toponyme turc. - Kılıççıoğlu est un patronyme turc. | Turhan Kılıçcıoğlu, maire de la ville turque de Çorum. |
| Kılıçdaroğlu   | | | - Kemal Kılıçdaroğlu (1948-), économiste et homme politique turc. |
| Kiratlioğlu    | | | |
| Kircaoğlu      | | | |
| Kirimselioglu  | | | |
| Kiroğlu        | | | |
| Kızıloğlu      | fils du rouge fils de Kızıl                                                                                           | - kızıl est un adjectif turc qui sıgnifie « rouge ». - Kızıl est un prénom turc. - Kızıloğlu est un patronyme turc. | - Muharrem İhsan Kızıloğlu (tr) (1905-1966), homme politique turc. |
| Kocaoğlu       | | | - Aziz Kocaoğlu (tr) (1948-), homme politique turc. |
| Koçoğlu        | | | |
| Kosanoğlu      | | | |
| Kozanoğlu      | | | |
| Kozoğlu        | | - Kozoğlu est un toponyme turc. | |
| Köroğlu        | fils de l’aveugle | kör est un adjectif turc qui signifie « aveugle ». | - Akın İsmail Köroğlu (tr) (1990-), footballeur turc. |
| Köseoğlu       | | | - Hayal Köseoğlu (tr) (1992-), actrice turque de théâtre. |
| Kösoğlu        | | | |
| Kulaksizoğlu   | | | |
| Kulelioğlu     | | | |
| Kurdoğlu       | | | |
| Kurtoğlu       | fils du loup | - Kurt est un mot turc qui signifie « loup ». - Kurt est un nom de famille turc. - Kurtoğlu est un prénom masculin turc. - Kurtoğlu est un patronyme turc. - Kurtoğlu est un toponyme turc. | - Müge Kurt (1981-), joueuse de volley-ball turque - Kurtoğlu Muslihiddin Reis (1487-1535), pirate et amiral de l'Empire ottoman. - Muazzez Kurtoğlu (tr), acteur turc. - Kurtoğlu (tr), village du district de Delice dans la province de Kırıkkale. |
| Kusaksizoğlu   | | | |
| Kuscuoğlu      | | | |
| Külahlıoğlu    | | | |
| Kürtoğlu       | fils du kurde | | |
| Kutluoğlu      | | | - Hulusi Kutluoğlu (tr), homme politique turc. |

### LMN
| Patronyme          | Sens                         | Remarques | Personnalités/Toponyme |
| ------------------ | ---------------------------- | --- | --- |
| Lüdüpoğlu          |                              | | |
| Madencioğlu        |                              | | |
| Malkoçoğlu         | fils de Malkoç               | | Malkoçoğlu Bali Bey (1495-1555), beylerbey et homme politique ottoman.                                                             |
| Memisoğlu          |                              | | |
| Menemencioğlu      |                              | | |
| Mergiroğlu         |                              | | |
| Mertoğlu           |                              | | |
| Meyzinoğlu         |                              | | |
| Mihcioğlu          |                              | | |
| Mirahmetoğlu       |                              | | |
| Mirzaoğlu          | fils de Mirza                | | |
| Mirzabeyoğlu       | fils de Mirza bey            | | |
| Misirlioğlu        |                              | | |
| Mücaviroğlu        |                              | | |
| Müftüoğlu          |                              | | |
| Mullaoğlu          |                              | | |
| Muratoğlu          | fils de Murat                | | Cemşir Muratoğlu (tr) (1959-) football et entraîneur serbe.                                                                        |
| Mustafaoğlu        | fils de Mustafa              | | |
| Mürtezaoğlu        |                              | | |
| Mutusoğlu          |                              | | |
| Namoğlu            |                              | | |
| Nasuhoğlu          |                              | | Süleyman Sururi Nasuhoğlu (tr) (1913-1982), homme politique turc.                                                                  |
| Nebioğlu           |                              | | |
| Nizanoğlu          |                              | | |
| Numanbayraktaroğlu | fils de Numan, porte-drapeau | Numan est un prénom turc. bayrak est un mot turc qui signifie « drapeau ». bayraktar est un mot turc, nom de métier, qui signifie « porte-drapeau ». | Numan Acar (1974-), acteur et réalisateur allemand d'origine turque. Nihat Emre Numanbayraktaroğlu (en) (1977-), footballeur turc. |

### OPR
| Patronyme     | Sens                               | Remarques | Personnalités/Toponyme |
| ------------- | ---------------------------------- | --- | --- |
| Oglu          |                                    | - Dans ce cas unique, fautif sans le ğ, Oglu est un diminutif de Sarıkcıoğlu. | - Bri Oglu est le pseudonyme de l’actrice turco-américaine Bri Sarikcioglu. |
| Okuroğlu      |                                    | | |
| Orhanoğlu     |                                    | | |
| Osmanoğlu     | fils d'Osman                       | - Osman est un prénom turc, notamment prénom du fondateur de l’empire ottoman Osman Ier. - Osmanoğlu est un patronyme turc. | - Osmanoğlu (tr), village turc du district de Merzifon dans la province d'Amasya. |
| Özdemiroğlu   | - fils d'Özdemir - fils du fer pur | - Özdemir est un prénom turc qui signifie « fer pur », de öz = « pur » et demir = « fer ». - Özdemir est un patronyme turc. - Özdemiroğlu est un patronyme turc. - Özdemiroğlu est un toponyme turc. | - Özdemir Nutku (tr) (1931-), acteur, metteur en scène et écrivain turc. - Mahinur Özdemir (1982-), femme politique turco-belge. - Attila Özdemiroğlu (1943-2016), compositeur et musicien turc.                                                 |
| Özimamoğlu    |                                    | | |
| Osmanpaşaoğlu | fils d'Osman Paşa                  | - Osman Paşa est un double prénom turc. - Osmanpaşa est un patronyme turc. - Osmanpaşaoğlu est un patronyme turc. | - Caner Osmanpaşa (en) (1988-), footballeur turc. - Ozan Osmanpaşaoğlu, acteur turc. |
| Palancioğlu   |                                    | | |
| Pancaroğlu    |                                    | | |
| Papuççuoğlu   | fils du cordonnier                 | - papuç, variante de pabuç, est historiquement un nom commun turc qui signifie « chaussure », repris du persan پاپوش, pāpuš et qui est à l’origine étymologique de « babouche » en français en 1542, composé des mots persans pa qui signifie « pied » et puš qui signifie « couvrir », « couvre-pied »,. - -çu est un suffixe qui est la marque d’un nom de métier (comme -ier, -ien ou -iste en français). - Pabuççu est un nom de métier turc qui signifie « cordonnier ». - Papuççuoğlu est un patronyme turc. | - Tarık Papuççuoğlu (tr) ou Tarık Papuçcuoğlu (1949-), acteur turc. |
| Pazvantoğlu   |                                    | | |
| Pehlivanoğlu  |                                    | | |
| Pekdemiroglu  |                                    | - demir est un mot turc qui signifie « fer ». | |
| Peltekoğlu    |                                    | | - Filiz Balta Peltekoğlu (1959-), scientifique et académicienne turque. |
| Pirselimoğlu  |                                    | - Pirselimoğlu est un patronyme turc. | - Tayfun Pirselimoğlu (1959-), réalisateur, scénariste et producteur turc. |
| Postoğlu      |                                    | | |
| Püsküllüoğlu  |                                    | | |
| Ramazanoğlu   | fils de Ramazan                    | - ramazan est un mot turc qui signifie « ramadan ». - Ramazan est un prénom turc. - Ramazan est un nom de famille turc. - Ramazan est un toponyme turc. - Ramazanoğlu est un patronyme turc. | - Ramazan Bayrakoğlu (1966-), artiste turc. - Musa Ramazan (tr) (1922-) éducateur folklorique et écrivain turc. - Ramazan (tr), village turc du district d'Eleşkirt dans la province d'Ağrı. - Sema Ramazanoğlu (1959-), femme politique turque. |
| Resuloğlu     |                                    | | |
| Rızaoğlu      |                                    | | |
| Reyhanlioğlu  |                                    | | |

### SŞ
| Patronyme                 | Sens                                  | Remarques | Personnalités/Toponyme |
| ------------------------- | ------------------------------------- | --- | --- |
| Sabuncuoğlu               |                                       | | |
| Sadettinoğlu              | fils de Sadettin                      | - Sadettin est un prénom masculin turc . | |
| Sakallıoğlu               |                                       | | |
| Sakaoğlu                  |                                       | | |
| Şamlıoğlu                 |                                       | | |
| Sapaloğlu                 |                                       | | |
| Saraçoğlu (tr)            | fils du bourrelier                    | - saraç est un mot turc qui signifie « bourrelier ». - Saraç est un nom de famille turc. - Saraç est un toponyme turc. | - Yekta Saraç (tr) (1963-), scientifique et académicien turc. - Murat Saraçoğlu (tr) (1970-), réalisateur turc.                           |
| Saracoğlu                 | fils du bourrelier                    | Graphie probablement fautive de Saraçoğlu. | - Şükrü Saracoğlu (1887-1953), homme politique turc.                                                                                      |
| Sarıoğlu                  |                                       | | |
| Sarıkçıoğlu               | - fils du vendeur de turbans          | - sarık est un mot turc qui signifie « turban ». - -çı est un suffixe nominal turc désignant un nom de métier (comme -eur, -er ou -iste en français). - sarıkçı est un mot turc qui signifie « vendeur de turbans ». - Sarık est un toponyme turc. - Sarıkçıoğlu est un patronyme turc. | - Sarık (tr), village turc du district central d'Afyonkarahisar. - Bri Sarıkcıoğlu, plus connue comme Bri Oglu, actrice turco-américaine. |
| Sarkhanoğlu               |                                       | | |
| Sekeroğlu                 |                                       | | |
| Selimoğlu                 | fils de Selim                         | | |
| Semercioğlu               |                                       | | |
| Senalioğlu                |                                       | | |
| Senemoğlu                 | fils de Senem                         | | |
| Senoğlu                   |                                       | | |
| Sepetçioğlu               |                                       | - Sepetçi est un nom de famille turc. | - Yavuz Sepetçi (tr) (1958-), acteur turc.                                                                                                |
| Septioğlu                 |                                       | | |
| Şerefhanoğlu              |                                       | | |
| Serencioğlu               |                                       | | |
| Seyhanoğlu                |                                       | | |
| Seyitoğlu                 |                                       | | |
| Sildiroğlu                |                                       | | |
| Sinanoğlu                 |                                       | | - Oktay Sinanoğlu (1935-2015), chimiste, biophysicien moléculaire et biochimiste turc.                                                    |
| Sivrioğlu                 |                                       | | |
| Sofuoğlu                  | fils de Sofu                          | | - Turhan Sofuoğlu (1965-), footballeur et entraîneur turc.                                                                                |
| Süleimanoğlu Süleymanoğlu | - fils de Süleiman - fils de Süleyman | - Süleiman ou Süleyman est un prénom masculin turc dérivé de Sulayman, un des prophètes du Coran, équivalent au roi Salomon de la bible. - Süleymanoğlu est un patronyme turc. | - Naim Süleymanoğlu (1967-2017), haltérophile bulgare puis turc.                                                                          |
| Süloğlu                   |                                       | | |
| Sultanoğlu                | - fils de Sultan - fils du sultan     | | - sultan est un titre de dignitaire - Sultan est un prénom turc.                                                                          |
| Sunguroğlu                |                                       | | |
| Sürekoğlu                 |                                       | | |
| Süvarioğlu                |                                       | | |
| Şahinoğlu                 | fils de Şahin                         | Şahin est un prénom turc qui signifie « buse ». | - Osman Şahinoğlu (tr) (1927-2016), homme politique turc.                                                                                 |
| Şamlıoğlu                 |                                       | | |

### T
| Patronyme    | Sens         | Remarques                                   | Personnalités/Toponyme             |
| ------------ | ------------ | ------------------------------------------- | ---------------------------------- |
| Tahincioğlu  |              |                                             |                                    |
| Tantoğlu     |              |                                             |                                    |
| Tarancıoğlu  |              |                                             |                                    |
| Taşdemiroğlu |              | demir est un mot turc qui signifie « fer ». |                                    |
| Tekelioğlu   |              |                                             | Tuluhan Tekelioğlu, écrivain turc. |
| Temiroğlu    |              |                                             |                                    |
| Terzioğlu    |              |                                             |                                    |
| Topçuoğlu    |              |                                             |                                    |
| Topluoğlu    |              |                                             |                                    |
| Tüfekçioğlu  |              |                                             |                                    |
| Tunaoğlu     |              |                                             |                                    |
| Tunoğlu      | fils de Tun  | Tun est un prénom turc.                     |                                    |
| Turhanoğlu   |              |                                             |                                    |
| Türkmenoğlu  |              |                                             |                                    |
| Türkoğlu     | fils du turc |                                             |                                    |
| Tütüncüoğlu  |              |                                             |                                    |
| Tuzcuoğlu    |              |                                             |                                    |

### UV
| Patronyme     | Sens                                  | Remarques | Personnalités/Toponyme |  |
| ------------- | ------------------------------------- | --- | --- |  |
| Uğuroğlu      | fils d’Uğur                           | - Uğur est un prénom turc. | |  |
| Ünlüoğlu      |                                       | | |  |
| Urgancıoğlu   |                                       | | |  |
| Urhanoğlu     |                                       | | |  |
| Ustaoğlu      |                                       | | |  |
| Üzümoğlu      | fils d'Üzüm                           | - üzüm est un mot turc qui signifie « raisin ». Üzüm est un nom de famille turc.                                                                                                  | - İsmail Can Üzüm (tr) (1995-), footballeur turc. - Cem Yiğit Üzümoğlu (tr), acteur turc.                                                                                           |  |
| Uzunoğlu      | - fils de l’homme grand - fils d’Uzun | - uzun est un adjectif turc qui signifie « grand », « long ». - Uzun est un prénom turc. - Uzun est un nom de famille turc.                                                       | - Uzun Piyale Paşa (tr) (XVIIe siècle), marin turc. - Elif Uzun (1991-), joueuse de volley-ball turque. - Yekta Uzunoğlu (1953-), écrivain et militant des droits de l'homme kurde. |  |
| Uyaroglu      |                                       | | |  |
| Uzunbekiroğlu | fils d’Uzunbekir                      | - Uzunbekir est un double prénom turc (Uzun Bekir). - Uzun est un prénom turc. - Uzun est un nom de famille turc. - Bekir est un prénom turc. - Bekir est un nom de famille turc. | - Bekir Aksoy (1969-), acteur turc. - Pelin Gündeş Bakır (tr) (1972-), ingénieur civil et homme politique turc. - Sezgin Uzunbekiroğlu, actrice turque.                             |  |
| Velibaşoğlu   |                                       | | |  |
| Veysioğlu     |                                       | | |  |
| Veziroğlu     | fils du vizir                         | Veziroğlu est un patronyme turc | |  |
| Vicnelioğlu   |                                       | | |  |

### YZ
| Patronyme       | Sens                        | Remarques | Personnalités/Toponyme |  |
| --------------- | --------------------------- | --- | --- |  |
| Yağcıoğlu       |                             | | |  |
| Yalçınoğlu      |                             | | |  |
| Yalnızoğlu      |                             | | |  |
| Yazıcıoğlu      |                             | | |  |
| Yenişehirlioğlu |                             | | |  |
| Yigidiroğlu     |                             | | |  |
| Yıldırımoğlu    | fils de Yıldırım            | - Yıldırım est un prénom turc. - Yıldırım est un nom de famille turc. - Yıldırımoğlu est un patronyme turc. | |  |
| Yıldızoğlu      |                             | | |  |
| Yılmazoğlu      |                             | | |  |
| Yoğurtçuoğlu    | fils du fabricant de yaourt | - yoğurt est un mot turc qui signifie « yaourt ». -çu est un suffixe turc, la marque d’un nom de métier, comme -iste, -ien ou -ier en français. yoğurtçu est un mot turc qui signifie « personne qui fabrique ou vend du yaourt » | |  |
| Yöreoğlu        |                             | | |  |
| Yorgancıoğlu    |                             | | |  |
| Yumurtaoğlu     |                             | | |  |
| Yunisoğlu       | fils de Yunis               | | Sasha Yunisoglu (orthographe européenne, 1985-) footballeur azéri. |  |
| Yunusoğlu       | fils de Yunus               | - yunus est un mot turc qui signifie « dauphin »,. - Yunus est un prénom turc, équivalent de Jonas. - Yunus est un nom de famille turc. Yunusoğlu est un patronyme turc. - Yunusoğlu est un toponyme turc.                        | - Yunus Emre (1240 ? - 1321 ?), poète turc. Şehime Yunus (tr) (ca. 1898-1978), femme politique turque. - Saşa Yunusoğlu (1985-), footballeur azéri. - Yunusoğlu, village du district de Tarse dans la province de Mersin. |  |
| Yüzbaşıoğlu     |                             | | |  |
| Zaimoğlu        |                             | | |  |
| Zaloğlu         |                             | | |  |
| Zaimoğlu        |                             | | |  |
| Zazaoğlu        |                             | | |  |
| Zeyneloğlu      | fils de Zeynel              | | |  |
| Zeytincioğlu    |                             | | |  |
| Zülfüqar oğlu   | fils de Zülfüqar            | Zülfü est un prénom turc. Zülfüqar et Zülfügar sont des prénoms azerbaïdjanais | Zülfü Livaneli (1946-), chanteur, compositeur, romancier et réalisateur turc. Tağızadə-Hacıbəyov Niazi Zülfüqar oğlu (1912-1984), compositeur et chef d’orchestre azerbaïdjanais.                                         |  |
| Zülkadiroğlu    |                             | | |  |

## Toponymie
Comme pour les patronymes, certains toponymes turcs sont composés d'un prénom ou d’un nom commun suivi du suffixe -oğlu. Par exemple, le toponyme Aydemiroğlu signifie « fils d'Aydemir » :
| Toponyme                   | Sens                             | Remarques                                                                  | Exemples                                                                             |
| -------------------------- | -------------------------------- | -------------------------------------------------------------------------- | ------------------------------------------------------------------------------------ |
| Oğlu (tr) (persan : اوغلی) | fils                             | village de Tabriz dans la province d’Azerbaïdjan oriental en Iran.         | village de Tabriz dans la province d’Azerbaïdjan oriental en Iran.                   |
| Bacıoğlu                   | - fils de Bacı - fils de la sœur | - bacı est un mot turc qui signifie « sœur ». - Bacı est un toponyme turc. | - Bacıoğlu, Arpaçay (tr), village turc du district d'Arpaçay de la province de Kars. |
| Doğanoğlu                  | fils du faucon                   | - doğan est un mot turc qui signifie « faucon »                            | Doğanoğlu, Karakoçan                                                                 |
| Doğanoğlu                  | fils du faucon                   | - doğan est un mot turc qui signifie « faucon »                            | Doğanoğlu, Çekerek                                                                   |
| Doğanoğlu                  | fils du faucon                   | - doğan est un mot turc qui signifie « faucon »                            | Doğanoğlu, Beylikova                                                                 |